# Parantica clinias
Parantica clinias är en fjärilsart som beskrevs av Grose-smith 1890. Parantica clinias ingår i släktet Parantica och familjen praktfjärilar. IUCN kategoriserar arten globalt som sårbar. Inga underarter finns listade i Catalogue of Life.